# Hattrick (sportterm)
Hattrick is een aanduiding in de sport voor de bijzondere situatie dat een bepaalde prestatie door één speler driemaal in dezelfde wedstrijd wordt geleverd.
De term komt oorspronkelijk uit de cricketsport. In het verleden was het gebruikelijk om voor een sporter die een uitzonderlijke prestatie had geleverd, onder het publiek een collecte te houden. Tijdens een wedstrijd van het Engelse team nam bowler Stephenson drie wickets met drie opeenvolgende ballen, hetgeen tot zo'n collecte leidde. Van de opbrengst van die collecte werd vervolgens een nieuwe hoed voor Stephenson gekocht. Dat werd vervolgens het gebruik: iedere keer dat een bowler wederom met drie opeenvolgende ballen drie wickets nam, leverde dat hem een nieuwe hoed of pet op, of, zoals dat vanaf dat moment werd genoemd "he did the hat-trick", letterlijk vertaald "hij deed de hoeden-truc".
In cricket komt de hattrick maar heel zelden voor, maar in andere sporten, zoals voetbal en hockey, wel vaker. Daar wordt de term gebruikt wanneer een bepaalde speler in één wedstrijd driemaal scoort. In Nederland wordt vaak de voorwaarde toegevoegd dat de drie doelpunten in één helft gescoord worden zonder dat er een doelpunt van een andere speler van hetzelfde team tussendoor is gemaakt. Er wordt dan gesproken van een 'officiële', 'echte', 'zuivere' of 'onvervalste' hattrick. Vermelding verdient in dit verband ook de "Duitse hattrick", waarvan wordt gesproken indien het 3e doelpunt wordt gescoord in de verlenging van een (beker)wedstrijd. Ook is er nog de 'perfecte hattrick' waarbij er eenmaal met rechts, eenmaal met links en eenmaal met het hoofd wordt gescoord.
De term komt oorspronkelijk uit het Engels, en is waarschijnlijk ergens rond 1940 in het Nederlands overgenomen. In het hedendaagse taalgebruik wordt de term ook vaak gebruikt buiten de sport, wanneer iemand een bepaalde prestatie driemaal achter elkaar levert.